# Regionala CFR Brașov
Regionala CFR Brașov este una din cele opt regionale ale CFR, care deservește județele Brașov, Covasna, Harghita și Sibiu, parțial județele Mureș și Alba.